# قائمة جهات المغرب

خريطة تشير إلى توزيع جهات المملكة المغربية

فِي إطار الجهويّة واللاّمركزية التي اعتمدهَا المغربُ سنة 2015 تمّ تقسيم المملكةِ المغربيّة إلى 12 جهَة، بحيثُ تمّ الإعْلانُ عَن برنَامج حكُوميّ يَهدفُ إلَى إعْطاء نوع من الاستقلالية لكُل جهَة مِن جهَات المَغرب، وهكَذا تمّ إنْشاء اللّجنة الاستشارية للجهَوية وهي مُنظّمة حُكومية مُهمتُها صيَاغة نمُوذج مغْربي للجهوية أو اللامركزية الموسعة. فقامَت اللجْنة بإنشَاء تقْرير «أطلَس التّقطيع الجِهوي المُقترح» الّذي يتضمّن الجهَات الإثْنا عشْرة. وقد تمت إضافة عدة تعديلات عليه إلى أن اُعتمدت النسخة الحالية منه. تنقسمُ كلّ جهة إلَى عَمالات و/أو أقَاليم يختلفُ تَوزيعها من جهةِ إلى أُخرى والّتي يبلغُ عددُها 13 عمَالة و62 إقْليماً. ويتكوّن الإقلِيم أو العمَالة من جماعات حضرّية أو قرويّة وبلَديات وكَذا مقَاطعات ودوائِر. كَما تتوفّر كُل جِهة على مرْكز يمثّل أحَد الأقَاليم أو العَمالات التّابعة لهَا. تشكّل عمَالة الدّار البيْضاء استثناءََ في التّقسيم الإدَاري المَغربي نظراً لشسَاعة مساحتِها بحيثُ تُقسَّمُ إلى عمَالات مُقاطعات الّتي بدورِها تضمُّ مجْموعةً من المُقاطعات.
تألّف المغربُ قبْل سنَة 2015 من 16 جهَة ومُنذ سنة 1971 إلى سنة 1997 من 7 جهات. تتوفّر كُل جهة على والِِ يعيّنه ملِك المغرب من خلَال مجْلس وزَاري، كمَا يتمّ انتخَاب رئيسٍ لمجلس الجهَة خلَال مجلِس عام.
تبلغُ مساحةُ جهة العُيون السّاقية الحمْراء 140.018 كم² بسَاكنة تقدُّر ب367.758 فرداً بحيثُ تعْتبر أكبَر جهَة في المغرب مسَاحةََ وثَاني أقلّ جهة من حيثُ عدد السكّان بعْد جهة الدّاخلة وَادي الذّهب وتشكلُ نسبَة 19.7 من مسَاحة المغرب الإِجمالية. أمّا أصغَر جهة من حيثُ المساحَة فهي جهة طَنجة تطوَان الحُسيمة وتبلغُ مساحتُها نحو 15.120 كم² وتشكّل نسبة 1.93 بالمئة من مجمُوع مساحَة المملَكة.

## جهات المغرب الحالية
| الجهة                      | الخريطة | عدد السكان (شتنبر 2014) | المساحة الكلية (كم²) | المركز          | العمالات | الأقاليم | الوالي            | الرئيس              |
| -------------------------- | ------- | ----------------------- | -------------------- | --------------- | -------- | -------- | ----------------- | ------------------- |
| جهة طنجة تطوان الحسيمة     |         | 3,556,729               | 17.262               | طنجة - أصيلة    | 2        | 5        | محمد مهيدية       | فاطمة الحساني       |
| جهة الشرق                  |         | 2,314,346               | 49.266               | وجدة - أنكاد    | 1        | 7        | معاد الجامعي      | عبد النبي بعيوي     |
| جهة فاس مكناس              |         | 4,236,892               | 40.075               | فاس             | 2        | 7        | سعيد زنيبر        | عبد الواحد الأنصاري |
| جهة الرباط سلا القنيطرة    |         | 4,580,866               | 18.194               | الرباط          | 3        | 4        | محمد اليعقوبي     | عبد الصمد سكال      |
| جهة بني ملال خنيفرة        |         | 2,520,776               | 41.033               | بني ملال        | 0        | 5        | خطيب الهبيل       | إبراهيم مجاهد       |
| جهة الدار البيضاء سطات     |         | 6,861,739               | 19.448               | الدّار البيضاء   | 2        | 7        | محمد امهيدية      | مصطفى الباكوري      |
| جهة مراكش آسفي             |         | 4,520,569               | 39.167               | مراكش           | 1        | 7        | كريم قسي لحلو     | أحمد اخشيشن         |
| جهة درعة تافيلالت          |         | 1,635,008               | 115.592              | الرشيدية        | 0        | 5        | بوشعاب يحضيه      | هرو أبرو            |
| جهة سوس ماسة               |         | 2,676,847               | 53.789               | أكادير إداوتنان | 2        | 4        | أحمد حجي          | إبراهيم الحافيدي    |
| جهة كلميم واد نون          |         | 433,757                 | 46.108               | كلميم           | 0        | 4        | محمد الناجم أبهاي | مباركة بوعيدة       |
| جهة العيون الساقية الحمراء |         | 367,758                 | 140.018              | العيون          | 0        | 4        | عبد السلام بكرات  | حمدي ولد الرشيد     |
| جهة الداخلة وادي الذهب     |         | 142,955                 | 130.898              | وادي الذهب      | 0        | 2        | لمين بنعمر        | الخطاط إينجا        |

## جهات المغرب السابقة

### من 1997 إلى 2015
تم اعتماد التقسيم الجهوي المغربي 1997 في سنة 1998 حيث أدت محدودية نتائج التقسيم الجهوي لسنة 1971 إلى قيام الحكومة المغربية بإعادة النظر من جديد في التقسيم المعمول به، وفي هذا الإطار جاء دستور 1992 الذي رفع الجهة إلى مستوى المؤسسة الدستورية، وظهير 1997 الذي أعاد ترتيب الخريطة الجهوية، وأمد الجهات بإمكانات مادية ومالية، كما تم إصدار قرار تقسيم 1997 لإصلاح الثغرات التي تركها التقسيم السابق وليُعيد تنظيم الخريطة الجهوية. وقد جاء هذا التقسيم بستة عشر جهة، واستمر حتى سنة 2015.
| الجهة                             | الخريطة | العاصمة       | المساحة الكلية (كم²) | عدد السكان (شتنبر 2004) | عدد الأقاليم | عدد العمالات |
| --------------------------------- | ------- | ------------- | -------------------- | ----------------------- | ------------ | ------------ |
| جهة طنجة تطوان                    |         | طنجة          | 11.570               | 2,460,220               | 5            | 2            |
| جهة تازة الحسيمة تاونات           |         | الحسيمة       | 24.155               | 1,807,113               | 5            | 0            |
| الجهة الشرقية                     |         | وجدة          | 82.900               | 1,573,055               | 6            | 1            |
| جهة فاس بولمان                    |         | فاس           | 19.795               | 1,573,055               | 3            | 1            |
| جهة مكناس تافيلالت                |         | مكناس         | 79.210               | 2,141,527               | 5            | 1            |
| الغرب شراردة بني حسين             |         | القنيطرة      | 8.805                | 1,859,540               | 3            | 0            |
| جهة الرباط سلا زمور زعير          |         | الرباط        | 9.580                | 2,366,494               | 1            | 3            |
| جهة الدار البيضاء الكبرى          |         | الدار البيضاء | 1.615                | 3,631,061               | 2            | 2            |
| جهة الشاوية ورديغة                |         | سطات          | 7.010                | 1,655,660               | 4            | 0            |
| جهة تادلة أزيلال                  |         | بني ملال      | 17.12                | 1,450,519               | 3            | 0            |
| جهة مراكش تانسيفت الحوز           |         | مراكش         | 139.480              | 3,102,652               | 5            | 1            |
| جهة دكالة عبدة                    |         | آسفي          | 13.285               | 1,984,039               | 4            | 0            |
| جهة سوس ماسة درعة                 |         | أكادير        | 70.880               | 3,113,653               | 7            | 2            |
| جهة كلميم السمارة                 |         | كلميم         | 122.825              | 462,410                 | 5            | 0            |
| جهة العيون بوجدور الساقية الحمراء |         | العيون        | 139.480              | 256,152                 | 3            | 0            |
| جهة وادي الذهب الكويرة            |         | الداخلة       | 50.880               | 99,367                  | 2            | 0            |

### من 1971 إلى 1997
جاء التقسيم الجهوي المغربي 1971 بعد محدودية نتائج التقسيمات المجالية للمغرب في فترة ماقبل 1971 حيث قررت المؤسسات المهتمة بالمجال المغربي إعادة النظر في مفهوم الجهة من أجل النهوض بالتنمية الاقتصادية والاجتماعية، وبهذا قُسِّم المغرب إلى 7 جهات اقتصادية خلال هذه الفترة، كان من أهداف هذا التقسيم التخلص من الفوارق الجهوية عن طريق تطبيق سياسة اللا مركزية (تحت إشراف الإدارة المركزية)، كما كان من أهدافه تخفيف الضغط الاقتصادي والديموغرافي على محور الدار البيضاء، الرباط، القنيطرة.
| الجهة                  | الخريطة | المركز        | المساحة (كم²) | عدد السكان (شتنبر 1994) | الأقاليم                                       |
| ---------------------- | ------- | ------------- | ------------- | ----------------------- | ---------------------------------------------- |
| الجهة الجنوبية         |         | أكادير        | 394.970       | 3,234,024               | أكادير، ورزازات، طرفاية                        |
| جهة تانسيفت            |         | مراكش         | 38.445        | 3,546,768               | مراكش، آسفي                                    |
| الجهة الوسطى           |         | الدار البيضاء | 41.500        | 6,931,418               | الجديدة، بني ملال، الدار البيضاء، خريبكة، سطات |
| الجهة الشمالية الغربية |         | الرباط        | 29.955        | 5,646,716               | قنيطرة، الرباط-سلا، طنجة، تطوان                |
| الجهة الوسطى الشمالية  |         | فاس           | 43.950        | 3,042,310               | الحسيمة، فاس، تازة                             |
| الجهة الوسطى الجنوبية  |         | مكناس         | 79.210        | 1,903,790               | قصر السوق (الرشيدية حالياً)، مكناس              |
| الجهة الشرقية          |         | وجدة          | 82.820        | 1,768,691               | الناظور، وجدة                                  |